# Sant Joan e Montorsièr
Sant Joan-Sant Nicolau (en francès Saint-Jean-Saint-Nicolas) és un municipi francès situat al departament dels Alts Alps i a la regió de Provença – Alps – Costa Blava.

## Demografia
| 1876                                       | 1962 | 1968 | 1975 | 1982 | 1990 | 1999 | 2006 | 2018 |
| ------------------------------------------ | ---- | ---- | ---- | ---- | ---- | ---- | ---- | ---- |
| 947                                        | 672  | 695  | 746  | 823  | 865  | 781  | 909  | 1063 |
| Des de 1962: població sense dobles comptes |      |      |      |      |      |      |      |      |

## Administració
| Període   | Identitat          | Partit |
| --------- | ------------------ | ------ |
| 2001-2008 | Jean Pierre Eyraud | PS     |
| 2008-2020 | Josiane Arnoux     |        |
| 2020-     | Rodolphe Papet     |        |